# Hogna defucata
Hogna defucata är en spindelart som beskrevs av Roewer 1959. Hogna defucata ingår i släktet Hogna och familjen vargspindlar.
Artens utbredningsområde är Kongo. Inga underarter finns listade i Catalogue of Life.